# Cypripedium fasciculatum
Cypripedium fasciculatum — вид многолетних травянистых растений рода Башмачок (Cypripedium), секции Eniantopedilum, семейства орхидных (Orchidaceae). Эндемик Китая.
Относится к числу охраняемых видов (II приложение CITES).
Cyp. fasciculatum первоначально был описан в литературе в 1882 году из коллекции собранной Зуксдорф В. Н. в мае 1880 года. Научное название переводится как «пучкообразный венерин башмачок» из-за пучкообразного расположения цветков на верхушке соцветия.

## Ботаническое описание

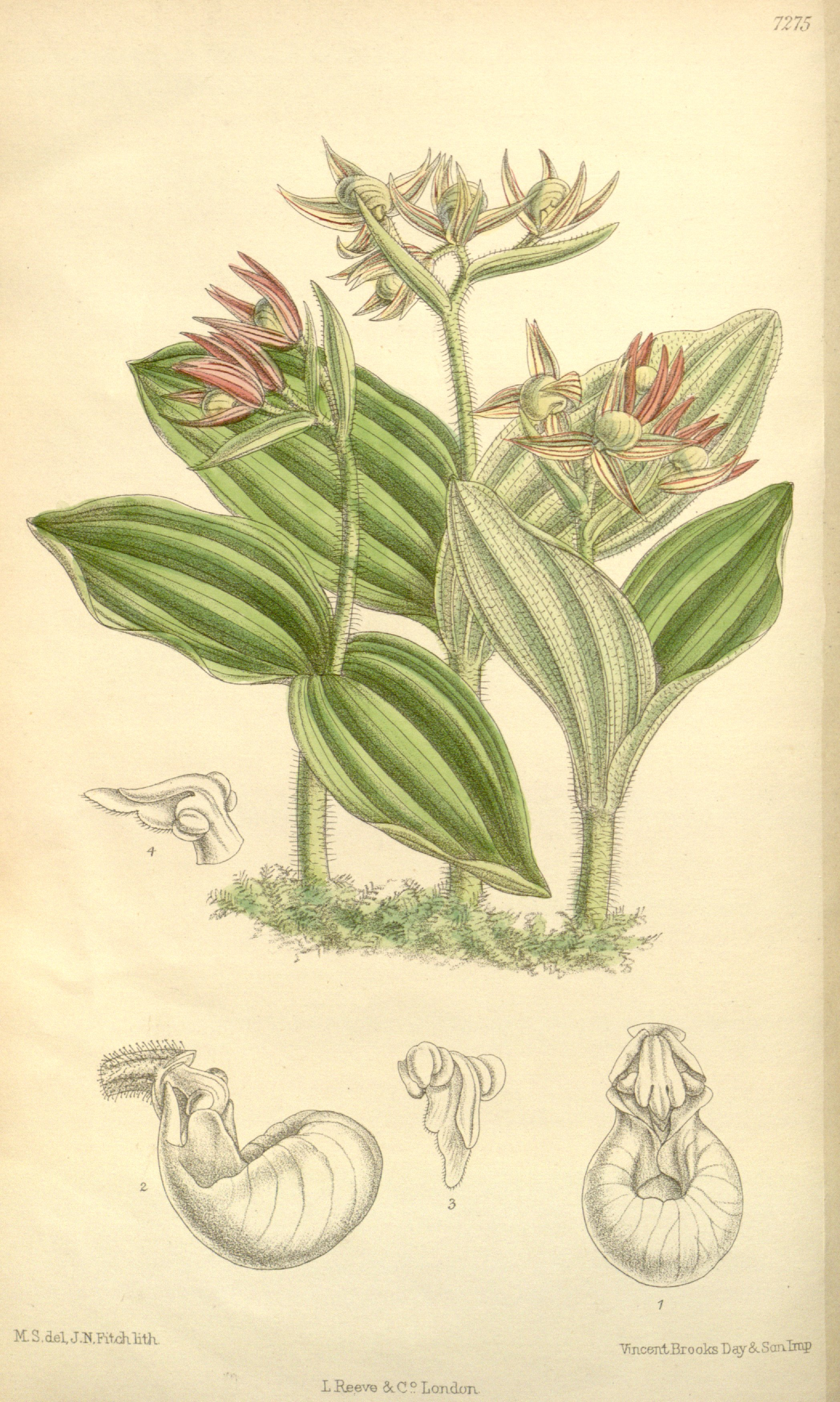
Cypripedium fasciculatum. Ботаническая иллюстрация из Curtis's Botanical Magazine, 1893 г.

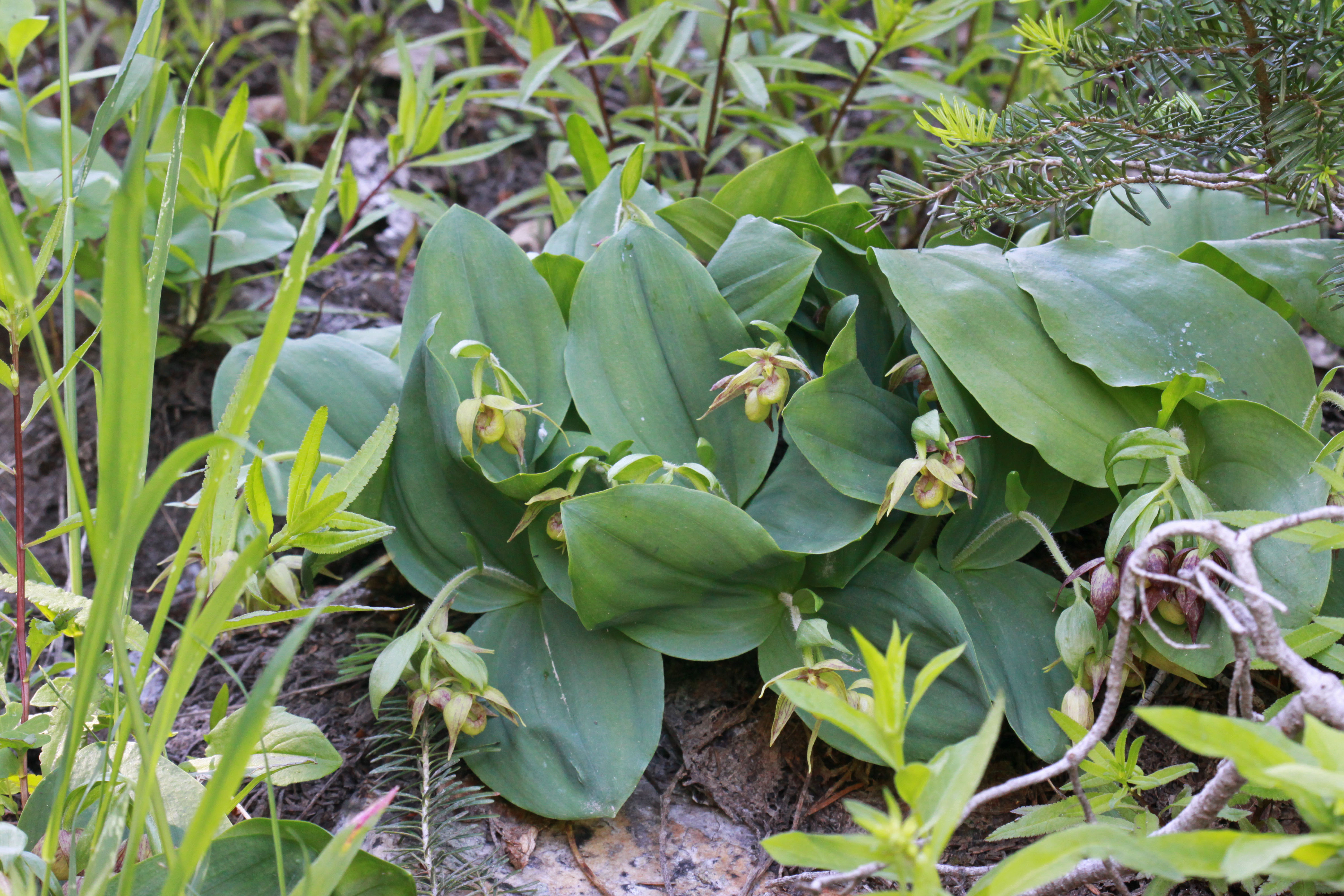
Cypripedium fasciculatum

Растения прямостоячие, 6—35 см высотой во время цветения, выше во время плодоношения, поскольку после цветения цветоносы выпрямляются. 
Листья в количестве - 2, широко распростёртые, эллиптические, 4—12 × 2,5—7,5 см. 
Цветки (1) 2—4; чашелистики тускло-жёлтые, с маркировкой красновато-коричневым или тёмно-фиолым; спинные чашелистиков ланцетные, 13—25 × 3—8 мм; боковые чашелистики сросшиеся, парус 11—23 × 4—9 мм; лепестки такого же цвета, как чашелистики, плоские, обычно яйцевидно-ланцетные, 10—23 × 6—17 мм; губа по цвету не отличается от чашелистиков, обратнояйцевидная, 8—14 (—25) мм, отверстие 4—5 мм; стаминодий продолговатый, в форме эллипсоида. 
2n = 20.
Цветение в апреле-августе.
Продолжительность жизни: около 30 лет, возможно до 95 лет. Предполагается, что в штате Орегон опылителями являются наездники из рода Cinetus, но достоверной информации об опылителях нет. 

## Распространение
Зрелые хвойные, смешанные леса, дубравы и заросли; на высотах от 0 до 3200 метров над уровнем моря. Cyp. fasciculatum произрастают в местах затенённых на 60—100% более высокими растениями. 
Северная Америка (Калифорния, Колорадо, Айдахо, Монтана, Орегон, Юта, Вашингтон, Вайоминг).

## В культуре
Очень трудный и редкий в культуре вид. Рекомендуемый субстрат должен быть слегка кислым и состоять из песка и перепревшего хвойного опада. 
Зоны морозостойкости: 5—6.

## Классификация

### Таксономия
Два вида Cypripedium, Cyp. pusillum Rolfe, 1892 и Сyp. knightae A. Nelson, 1906, были позже описаны как заметно отличающиеся от Cyp. fasciculatum. Тем не менее, Хичкок и другие авторы предполагают, что различия между Cyp. knightae и Cyp. fasciculatum не заслуживают видового или внутривидового выделения. Cyp. pusillum описан на основе культивируемого растения неясного происхождения и считается синонимом Cyp. fasciculatum.
Вид Cypripedium fasciculatum входит в род Башмачок (Cypripedium) семейства Орхидные (Orchidaceae) порядка Спаржецветные (Asparagales).
|  |                                      |  |                                                             |                                                             |                    |  | ещё 24 семейства (согласно Системе APG II) | ещё 24 семейства (согласно Системе APG II) |                              |  |  |  | ещё около 45 видов |
|  |                                      |  |                                                             |                                                             |                    |  | ещё 24 семейства (согласно Системе APG II) | ещё 24 семейства (согласно Системе APG II) |                              |  |  |  | ещё около 45 видов |
|  |                                      |  |                                                             | порядок Спаржецветные                                       |                    |  |                                            |                                            | род Башмачок                 |  |  |  |                    |
|  |                                      |  |                                                             | порядок Спаржецветные                                       |                    |  |                                            |                                            | род Башмачок                 |  |  |  |                    |
|  | отдел Цветковые, или Покрытосеменные |  |                                                             |                                                             | семейство Орхидные |  |                                            |                                            | вид Cypripedium fasciculatum |  |  |  |                    |
|  | отдел Цветковые, или Покрытосеменные |  |                                                             |                                                             | семейство Орхидные |  |                                            |                                            |                              |  |  |  |                    |
|  |                                      |  | ещё 44 порядка цветковых растений (согласно Системе APG II) | ещё 44 порядка цветковых растений (согласно Системе APG II) |                    |  |                                            | ещё около 880 родов                        | ещё около 880 родов          |  |  |  |                    |
|  |                                      |  |                                                             | ещё 44 порядка цветковых растений (согласно Системе APG II) |                    |  |                                            |                                            | ещё около 880 родов          |  |  |  |                    |